# Sasha Calle
Sasha Calle (Boston, 7 agosto 1995) è un'attrice statunitense, nota per il personaggio di Lola Rosales nella soap opera Febbre d'amore e per il personaggio di Kara Zor-El (Supergirl) nel film The Flash (2023).

## Biografia
Sasha Calle è nata il 7 agosto 1995 a Boston, nel Massachusetts, USA, da genitori colombiani. Ha un fratello più giovane. Assieme alla madre si è trasferita in Colombia all'età di dieci anni, tornando negli Stati Uniti dopo due anni, inizialmente sempre a Boston, ma successivamente si sono spostate in Florida, presso una zia, per questioni economiche. Sasha Calle si è laureata all'American Musical and Dramatic Academy, dove ha conseguito un Bachelor of Fine Arts.
Dal 2018 al 2021 ha interpretato Lola Rosales nella soap opera Febbre d'amore. Per questo ruolo è candidata come miglior giovane interprete in una serie drammatica ai Daytime Emmy Awards 2020.
Nel 2023 ricopre il ruolo della supereroina kryptoniana Kara Zor-El, alias Supergirl, cugina di Superman, nel film del DC Extended Universe The Flash, diretto da Andy Muschietti.

## Filmografia

### Attrice

#### Cinema
- Rogue Tiger, regia di Jessica Payne - cortometraggio (2017)
- The White Shoes, regia di Tristin Alexandria - cortometraggio (2018)
- Final Stop, regia di Roxanne Benjamin - cortometraggio (2018)
- Deep Cuts, regia di Grant McCord - cortometraggio (2018)
- Young Bloods, regia di Maiara Walsh - cortometraggio (2019)
- The Flash, regia di Andy Muschietti (2023)
- On Swift Horses, regia di Daniel Minahan (2024)

#### Televisione
- Socially Awkward, regia di Julian Juarez – miniserie TV, 5 episodi (2017)
- Febbre d'amore (The Young and the Restless) – serie TV, 273 episodi (2018-2021)

### Doppiatrice
- 18 Minutes, regia di Val Vega - cortometraggio (2017)

## Televisione
- Soap Central - talk show (2019) - ospite
- IMDb on the Scene - Interviews - talk show (2023) - ospite
- Good Morning America - talk show (2023) - ospite

## Riconoscimenti
- Daytime Emmy Awards
  - 2020 – Candidatura all miglior giovane interprete in una serie drammatica per il personaggio di Lola Rosales in Febbre d'amore
- Soap Hub Award
  - 2020 - Candidata alla miglior attrice di Febbre d'amore
  - 2021 - Candidata alla miglior attrice di Febbre d'amore

## Citazioni e omaggi
- Nel 2023 la Mattel ha dedicato una Barbie alla Supergirl interpretata da Sasha Calle, commercializzata nella linea di merchandising legato al film The Flash.[11][12] La stessa Calle si è ritratta su Instagram con la Barbie che la raffigura nelle vesti della kryptoniana Kara Zor-El.[13]